# Бетонне кріплення
Бетонне кріплення (рос. крепь бетонная; англ. concrete support, concrete timbering; нім. Betonausbau m) — суцільне гірниче кріплення, виконане з бетону, яке зводиться за допомогою опалубки. 
Застосовується для кріплення капітальних горизонтальних, похилих та вертикальних гірничих виробок. Строк служби — 10 років і більше.